# Stanisław Gałoński
Stanisław Gałoński (ur. 6 maja 1930 w Ostrowczyku) – polski dyrygent i muzykolog, współorganizator i pierwszy kierownik artystyczny Capelli Bydgostiensis w latach 1961–1970, współtwórca i wieloletni dyrektor orkiestry Capella Cracoviensis oraz festiwalu Muzyka w Starym Krakowie.

## Życiorys
Urodził się 6 maja 1930 r. we wsi Ostrowczyk (dziś Ukraina) w rodzinie wiejskiej. Jako chłopiec nauczył się grać na skrzypcach, a jeden z muzyków wiejskich nauczył go grania z nut. Jako 12-letni młodzieniec został kościelnym organistą. 
W 1948 r. w wieku 18 lat przyjechał do Krakowa, gdzie studiował muzykologię na Uniwersytecie Jagiellońskim (1949–1953), a potem dyrygenturę pod kierunkiem Witolda Krzemieńskiego i Bohdana Wodiczki w Państwowej Wyższej Szkole Muzycznej w Krakowie. W 1955 r. uzyskał dyplom tej uczelni. Związany z krakowskim środowiskiem muzycznym, pracował początkowo jako organista, a potem jako dyrygent chóru miejscowej filharmonii (1955–1958). W latach 1958–1961 kierował chórem Teatru Muzycznego w Krakowie.
Na początku lat 60. na zaproszenie dyrektora Filharmonii Pomorskiej Andrzeja Szwalbe, podjął się stworzenia w Bydgoszczy zespołu specjalizującego się w prezentowaniu muzyki dawnej. W 1962 r. jako stypendysta, przebywał przez kilka tygodni we Włoszech, gdzie zetknął się z renomowanymi zespołami wykonującymi muzykę minionych wieków. Zdobyte doświadczenia pomogły mu w organizacji i kierowaniu Capellą Bydgostiensis pro Musica Antiqua i Zespołem Madrygalistów, działającymi przy Filharmonii Pomorskiej im. I.J. Paderewskiego. Krytycy artystyczni cenili go za autorskie, twórcze podejście i pełnienie roli prekursora w prezentacji na nowo odkrywanych i interpretowanych utworów polskiej i europejskiej muzyki dawnej. Źródłem jego sukcesów był osobisty talent, intuicja i pracowitość.
Po 10 latach spędzonych w Bydgoszczy, w 1970 r. oddał kierownictwo Capelli Bydgostiensis swemu asystentowi Włodzimierzowi Szymańskiemu i wrócił do Krakowa. Tam, wykorzystując swoje doświadczenia, poprowadził do międzynarodowych sukcesów Capellę Cracoviensis. Z jego inicjatywy narodziły się dwie duże imprezy muzyczne: Starosądecki Festiwal Muzyki Dawnej i Muzyka w Starym Krakowie. Komponował również muzykę do sztuk teatralnych i filmów oraz dokonywał licznych nagrań.
W 2005 r. znalazł się wśród 78 osób związanych z Krakowem, którzy zostali odznaczeni Medalem „Zasłużony Kulturze Gloria Artis”.

## Odznaczenia
Złoty Krzyż Zasługi, Krzyż Kawalerski Orderu Odrodzenia Polski, Order papieski za zasługi w dziedzinie muzyki kościelnej – (2005) Pro Ecclesia et Pontifice, Srebrny Medal „Zasłużony Kulturze Gloria Artis”, Zasłużony Działacz Kultury, Medal Cracoviae Merenti, Złota Odznaka Miasta Krakowa, Złota Odznaka za zasługi dla Województwa Nowosądeckiego

## Nagrody
- Nagroda Wydziału Kultury i Sztuki Kraków
- Nagroda Miasta Krakowa (1979)[4]
- Nagroda im. Brata Alberta
- Nagroda Złotego Fryderyka za rok 2022 w kategorii muzyki poważnej[5].

Stanisław Gałoński jest Honorowym Obywatelem Miasta Stary Sącz.